# 日本とアフガニスタンの関係
日本とアフガニスタンの関係（にほんとアフガニスタンのかんけい、パシュトー語: د افغانستان او جاپان اړیکې、ダリー語: روابط افغانستان و ژاپن、英語: Afghanistan–Japan relations）は、1930年11月19日に国交を樹立し、1931年7月26日に修好条約を締結したことで始まった。

## 両国の比較
|               | アフガニスタン・イスラム共和国 | 日本                           | 両国の差                        |
| ------------- | ------------------------------ | ------------------------------ | ------------------------------- |
| 人口          | 4112万8771人（2022年）         | 1億2626万人（2019年）          | 日本はアフガニスタンの約3倍     |
| 国土面積      | 65.2万km2                      | 37万7972 km2                   | アフガニスタンは日本の約1.7倍   |
| 人口密度      | 61 人/km2（2021年）            | 347 人/km2（2018年）           | 日本はアフガニスタンの約5.7倍   |
| 首都          | カブール                       | 東京都                         |                                 |
| 政体          | 共和制                         | （民主制）議院内閣制           |                                 |
| 公用語        | ダリー語、パシュトー語         | 日本語（事実上）               |                                 |
| 通貨          | アフガニー                     | 日本円                         |                                 |
| GDP（名目）   | 142億6649万米ドル（2022年）    | 5兆819億6954万米ドル（2019年） | 日本はアフガニスタンの約357.9倍 |
| 一人当たりGDP | 355.8米ドル（2021年）          | 40,246.9米ドル（2019年）       | 日本はアフガニスタンの約113.1倍 |
| 経済成長率    | -20.7%（2021年）               | 0.7%（2019年）                 |                                 |
| 軍事費        | 2億7825万米ドル（2021年）      | 476億902万米ドル（2019年）     | 日本はアフガニスタンの約171.2倍 |
| 地図          |                                |                                |                                 |

## 歴史
アフガニスタンと日本との国交樹立の動きは遅くとも1920年に始まった。この動きはアフガニスタン側から起こされた。1920年にアマーヌッラー・ハーンが大正天皇に親書を送った。1922年4月には修好条約締結の呼びかけがなされ、8月には親善を目的とする使節の派遣をアフガニスタンが申し出たが、アフガニスタンの旧宗主国であるイギリスとの関係を憂慮した日本はそれらの申し出を断った。
1923年、日本のインド駐在武官であった谷寿夫がアフガニスタン外相であったマフムード・タルズィーから受け取った、両国間の親善関係の樹立を望む旨の書簡を日本に持ち帰った。これに対して日本の外務省は「日本もアフガニスタンに深い情誼をもっている」と回答した。
アフガニスタンと日本の国交は1930年11月に調印され、1931年7月に公布された日本アフガニスタン修好条約によって開かれた。1933年8月にはアフガニスタンが東京に公使館を開設し、ハビブッラー・ハーン・タルズィーが初代公使に就任した。1934年11月には日本がカーブルに公使館を開設し、北田正元が初代公使に就任した。
1934年1月には日本陸軍からアフガニスタン陸軍に三八式歩兵銃などの銃火器が贈呈され、同年12月にはアフガニスタン陸軍省が日本から武器を購入することを決定した。
第二次世界大戦中および戦後数年間の閉鎖を経て、まず在アフガニスタン日本国公使館として再開され、1955年には日本国大使館へと昇格した。1971年、皇太子明仁親王、皇太子妃美智子（当時）がアフガニスタンを初訪問した。1979年に起きたソビエト連邦軍によるアフガニスタン侵攻の後、アフガニスタンの累次政権をアフガニスタンの正式な政府と認めず、臨時大使のみ置く状況となり、さらに1989年2月にはカーブルの大使館を閉鎖した。
アフガニスタンの駐日外国公館は1933年にまず公使館として設立され、1956年には大使館に昇格しているが、1997年のターリバーンによるカーブル制圧以降、事実上閉鎖状態となった。2001年12月22日、日本はアフガニスタンの暫定政権をアフガニスタンの正式な政府と認定、2002年、日本はカーブルの大使館業務を再開、アフガニスタンもまた東京の駐日アフガニスタン大使館の業務を再開した。以降、日本は様々な形でアフガニスタンに援助を行っている。

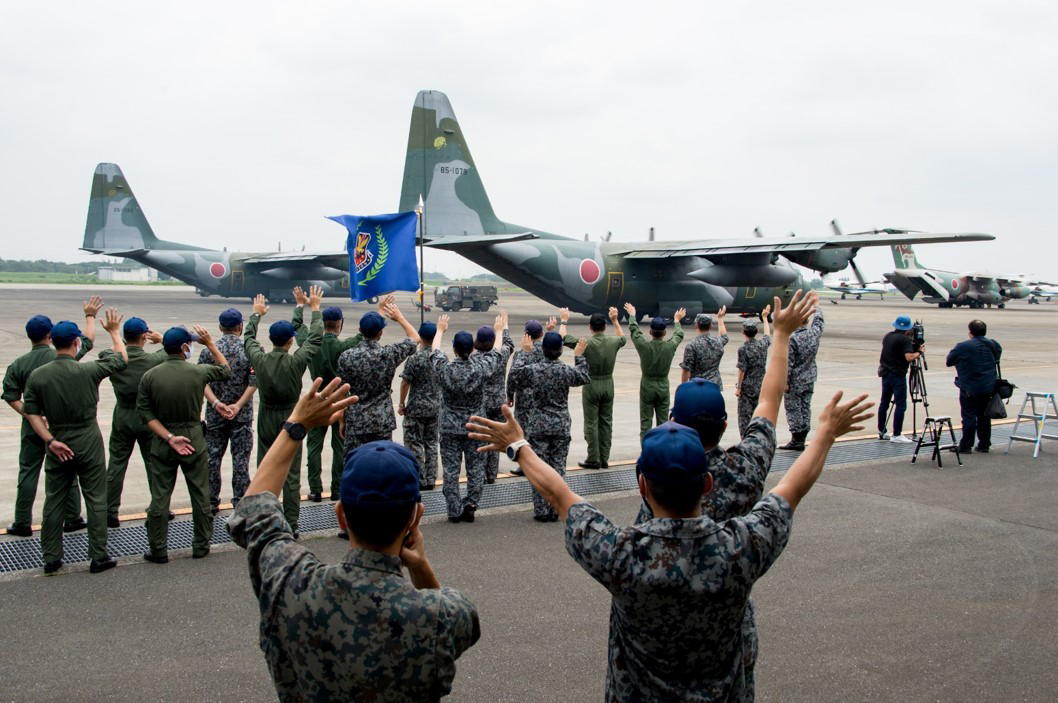
アフガニスタンから日本人を輸送するため日本を発つC-130輸送機と、見送る自衛隊員

2021年8月15日、ターリバーンのカーブル進出を受けて、大統領のアシュラフ・ガニーが国外逃亡し、ガニー政権の流れを汲む旧政府がターリバーンへの権力の移行を認めた。日本政府はターリバーン新政権との国交樹立を表明しないまま、在アフガニスタン大使館職員を退避させる方針を固めた。同年9月1日をもって在アフガニスタン日本国大使館臨時事務所はカタールのドーハに移転された。同年10月27日、カタールのドーハで日本の駐アフガニスタン大使とターリバーン政権の外相が会談した。日本側はアフガニスタンに残る日本人、現地職員の安全確保と出国の実現を働きかけるとともに、人道支援に関しアクセスの確保や女性らの人権保護を求めた。
また、ターリバーンによる暫定政権の樹立に伴いアフガニスタン本国から駐日大使館への送金が停止されたが、ガニー政権時代に任命された最後の駐日大使シャイダ・モハマド・アブダリは給料を受け取らずアフガニスタン全体を代表する大使として引き続き日本に駐在している。
2025年6月現在、日本政府はターリバーン政権を承認していないが没交渉ではなく、現地の日本大使館は引き続き活動しているほか、ターリバーン政権側とも最低限の意思疎通は行っているとされる。2025年2月にはターリバーン政権の幹部が日本財団の招きで政権掌握後はじめて日本を訪れ、面会した外務省アフガニスタン担当特別代表の安藤俊英が人権尊重や民主的政治プロセスの推進などを働きかけている。

## 要人往来

### アフガニスタン要人の訪日

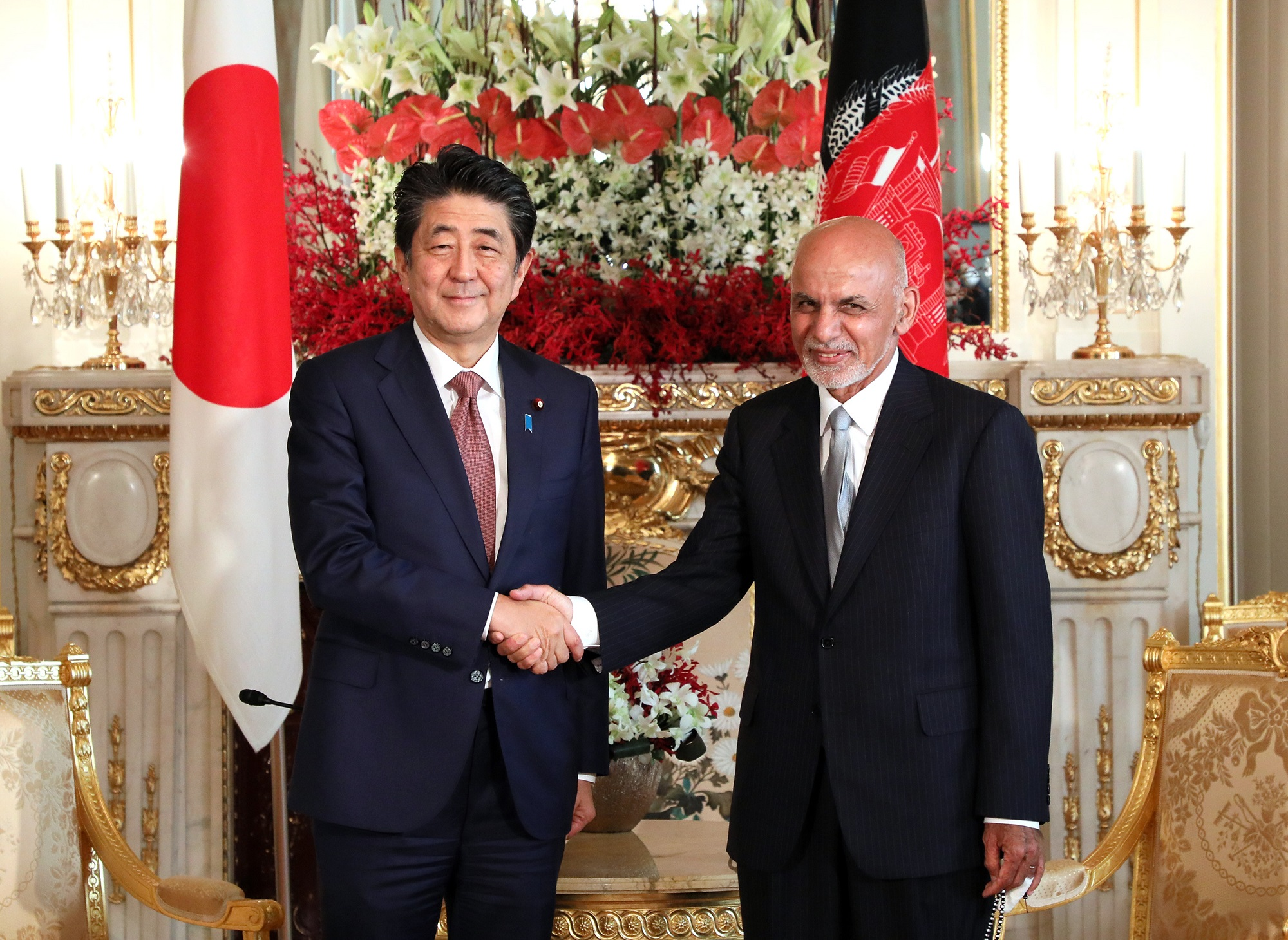
安倍晋三（左）とアシュラフ・ガニー（右）による日・アフガニスタン首脳会談（2019年）

1969年4月には国王のザーヒル・シャーとその王妃が訪日し、1970年5月には皇太子のアーマッド・シャーと同妃が訪日し、1972年11月には	王女のビルキスと同夫君が訪日した。2003年2月の「平和の定着」東京会議にも、2006年7月の「平和の定着」東京会議にも、2012年7月のアフガニスタンに関する東京会合にも、全て大統領のカルザイが訪日して出席している。2019年10月の令和の即位の礼には大統領のアシュラフ・ガニーが出席した。日・アフガニスタン首脳会談も行われた。

### 日本要人のアフガニスタン訪問

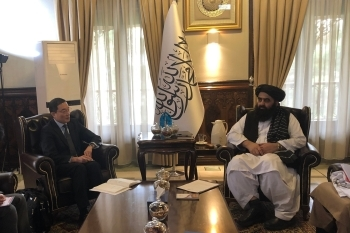
岡田隆（左）とアミール・ハーン・ムッタキー（右）の会談。2022年5月

1971年6月、皇太子明仁親王、皇太子妃美智子（当時）がアフガニスタンを初訪問した。2001年12月の暫定政権発足式には外務副大臣の植竹繁雄が出席した。外務大臣としては2002年5月に川口順子が訪問した。ザーヒル・シャーは謁見の際に、「大臣の訪問を歓迎する。71年の皇太子妃両殿下（当時）のアフガニスタン訪問と、69年の自分の訪日を鮮明に覚えている」と述べた。2010年7月に開催されたカブール国際会議には、外務大臣の岡田克也が出席した。2021年ターリバーン攻勢でカーブルが陥落した後は、駐アフガニスタン日本国特命全権大使の岡田隆がアフガニスタンを訪問し、ターリバーン幹部やその他関係者らと複数回会談している。

## 支援活動

### 日本からアフガニスタンへの支援
日本は1990年までに69.1億円（有償含む）の資金協力及び23億円の技術協力を行っていたが、1997年5月10日にアフガニスタンとの国境に近いイランのホラーサーン付近でM7.3の地震が発生し死者2,000人の被害が出ると日本は7500億円の無償資金提供を行った。また、ターリバーンがカーブルを制圧した1996年以降には隣国のイランやパキスタンに逃れたアフガニスタン難民を帰還させるため国連難民高等弁務官事務所（UNHCR）などの国際機関に対して資金を提供し、難民の自発的な帰還を支援するアズラ計画を開始、拡大アズラ計画も含め561万USドルを拠出、5～6万人の難民の帰還支援に成功した。この事業は2002年以降もUNHCRやWFPと連携し拡大・継続して行われており、2012年までに500万人以上のアフガニスタン難民が帰還している。
アメリカ同時多発テロ事件に引き続いてアフガニスタン紛争が起こった2001年以降、日本はアフガニスタンに対し継続的に支援活動を行ってきた。2012年までに約49.35億USドルの支援を行っており、2012年7月8日に東京で55の国と25の国際機関が出席して行われた国際会議では、2012年以降の5カ年において教育や医療、農村開発などのインフラ整備及び警察などの治安維持能力向上の分野に関して約30億USドルの支援を行うことを決定している。
治安維持能力強化の分野に関しては警察官の識字教育・訓練によりアフガニスタン国内の警察官の人数は2008年時点の7.2万人から2012年時点で15.7万人まで2倍以上に増加しており、治安維持能力強化支援はアメリカ合衆国連邦政府とアフガニスタン政府から高く評価されている。さらに、地雷除去機や資金を提供することで地雷除去を行っている他、麻薬密売によりテロ組織の温床となる事態を回避するため、パキスタンやイラン、タジキスタンなどの周辺国との国境の管理や麻薬対策に関する支援を行っている。また旧軍閥などへの武装解除・動員解除・社会復帰においては主導的な役割を果たし、6万人の武装解除を達成している。

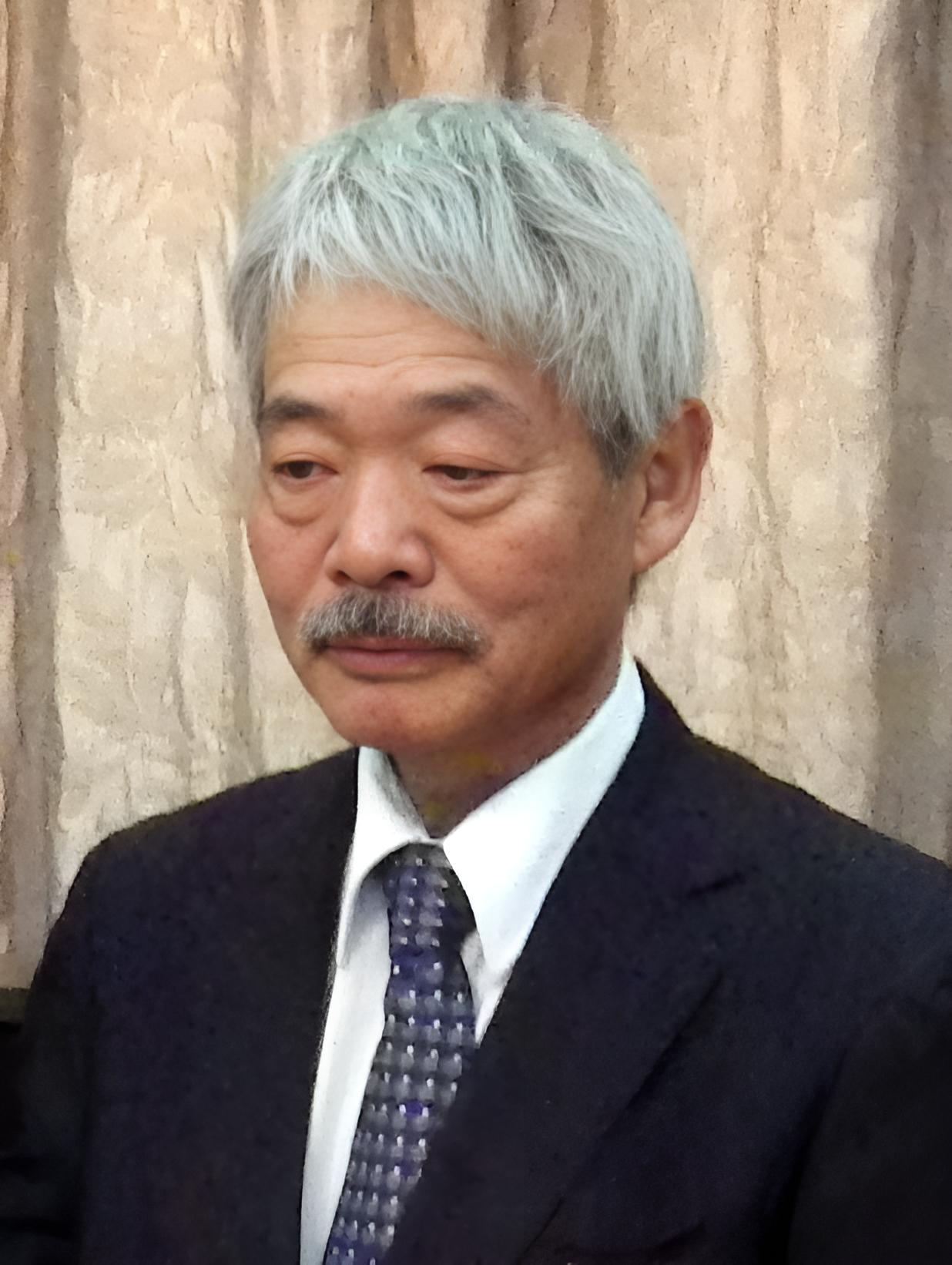
中村哲（2016年11月）

インフラ整備の分野では国際連合食糧農業機関（FAO）を通じ、コメやコムギの収穫量増加のため灌漑用水路や農村道路の整備や人材育成などのインフラ整備を行っており、ナンガルハール州での灌漑事業では医師の中村哲が代表を務めたペシャワール会が中心的な役割を果たした。また、アジア開発銀行を通じ、国内の幹線道路700kmの開発、カーブル国際空港のターミナル建設事業やカーブル市バスの提供、地方道路の整備事業なども行っている。
教育・福祉の分野では、国際連合児童基金（UNICEF）との連携により1000以上の学校の修復・建設を行ったほか、JICAによる1万人以上の教師育成、15の職業訓練校建設により、アフガニスタン国内の就学児童数は2001年の100万人未満から2011年には800万人以上にまで増加した。また、日本の中古のランドセルがアフガニスタンへと無償供与され、アフガニスタンの子供たちの間で使用されている。人材育成の分野では、アフガニスタンの行政官や大学教員などの人材を育成するため、2011年よりJICAと連携してアフガニスタン留学生の日本の大学院への就学支援を行う「未来への架け橋・中核人材育成プロジェクト（PEACE）」を行っている。2001年以前も行っていた人道支援は継続して行われており、赤十字国際委員会（ICRC）との連携による医療支援、国際連合食糧農業機関（WFP）との連携による食糧支援や航空サービスなどが行われている。
また、日本以外の国との連携による支援活動も行っており、北大西洋条約機構（NATO）地方復興チームとの連携により、教育・医療・インフラ整備など様々な分野の支援活動を行っている。

### アフガニスタンから日本への支援

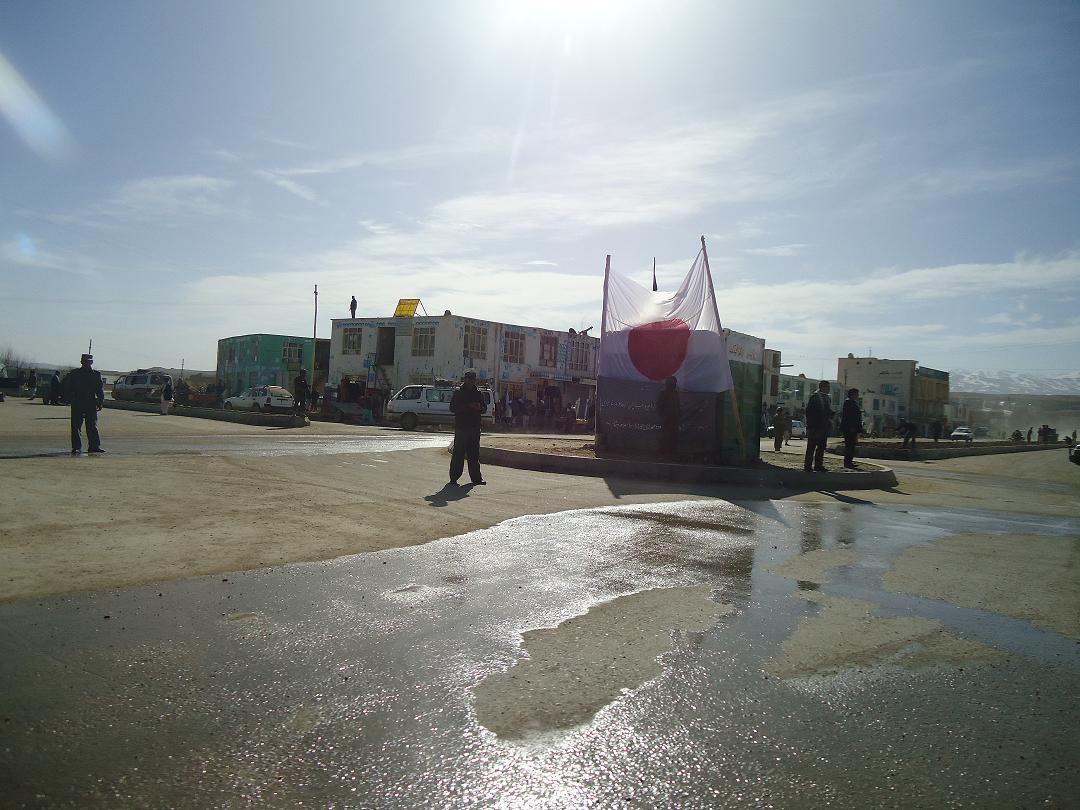
東日本大震災に際して、被災者へ同情心と弔慰を表すために、日の丸が掲げられた。ゴール県チャグチャラーン市にて2011年3月16日撮影。

2011年3月に起きた東日本大震災の際には、アフガニスタン政府から100万USドルの支援表明があったほか、バーミヤーンやチャグチャラーンでは日本との連帯を示す住民集会が行われ、国際連合人間居住計画（UNHABITAT）には日本へのお見舞いを伝えてほしい旨の要望が数多く届いた。

## 貿易
対アフガニスタンの貿易輸出入額は2021年の時点で以下のようになっている。
- 対アフガニスタン輸出額: 33億1186万1千円（2021年）[51][52]
- 対アフガニスタン輸入額: 3387万7千円（2021年）[53][52]

## 外交使節

### 駐日アフガニスタン大使・臨時代理大使・代理公使

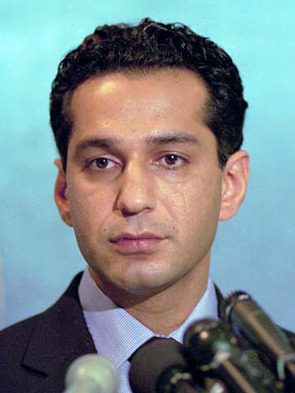
30代前半で駐日アフガニスタン大使に就任したハルン・アミン。正式な駐日大使としては17年ぶりとなる。2015年、45歳で逝去。

| 代                                                                                   | 氏名                                     | 在任期間                | 官職名       | 備考                 |
| ------------------------------------------------------------------------------------ | ---------------------------------------- | ----------------------- | ------------ | -------------------- |
| 1                                                                                    | ハベブッラー・ハーン・タルズィー         | 1933年 - 1939年         | 特命全権公使 | 信任状捧呈は10月19日 |
|                                                                                      | アブデッラウフ・ハーン                   | 1939年                  | 臨時代理公使 |                      |
| 2                                                                                    | ゾルファカール・ハーン                   | 1939年 - 1945年         | 特命全権公使 | 信任状捧呈は6月28日  |
| ※1945/8閉鎖～1956/5/23再開、大使館昇格（閉鎖中、アフガニスタンから日本への駐箚なし） |                                          |                         |              |                      |
| 3                                                                                    | アブデルマジード・ハーン                 | 1956年 - 1963年         | 特命全権大使 | 信任状捧呈は5月31日  |
|                                                                                      | サイード・M・カセム                      | 1956年 - 1957年         | 臨時代理大使 |                      |
|                                                                                      | アブドゥッラー・ナワビ                   | 1959年                  | 臨時代理大使 |                      |
|                                                                                      | イード・モハンマド・モハッバト           | 1962年、1963年 - 1965年 | 臨時代理大使 |                      |
| 4                                                                                    | アブデッラヒーム                         | 1965年 - 1967年         | 特命全権大使 | 信任状捧呈は3月17日  |
|                                                                                      | アブデルアズィーズ・アリー               | 1967年                  | 臨時代理大使 |                      |
| 5                                                                                    | アブデルハキーム・タビービー             | 1967年 - 1970年         | 特命全権大使 | 信任状捧呈は5月22日  |
|                                                                                      | アブデルアハド・ムーマンド               | 1970年                  | 臨時代理大使 |                      |
| 6                                                                                    | サイイェド・カーセム・レシュトヤー       | 1970年 - 1973年         | 特命全権大使 | 信任状捧呈は9月22日  |
|                                                                                      | モハンマド・サルワル・ダルマーニー       | 1973年 - 1974年         | 臨時代理大使 |                      |
| 7                                                                                    | アリー・アフマド・プーパル               | 1974年 - 1977年         | 特命全権大使 | 信任状捧呈は10月24日 |
|                                                                                      | サアブッラー・ガウスィー                 | 1976年 - 1977年         | 臨時代理大使 |                      |
| 8                                                                                    | モハンマド・ハサン・シャルク             | 1977年 - 1978年         | 特命全権大使 | 信任状捧呈は6月10日  |
|                                                                                      | サアブッラー・ガウスィー                 | 1978年                  | 臨時代理大使 |                      |
| 9                                                                                    | アブデルハミード・モフタート             | 1978年 - 1987年         | 特命全権大使 | 信任状捧呈は7月10日  |
|                                                                                      | シール・ラフマーン                       | 1987年                  | 代理公使     |                      |
|                                                                                      | モハンマド・ナイーム（）                 | 1987年 - 1990年         | 代理公使     |                      |
|                                                                                      | モハンマド・ラヒーム・ルービン           | 1990年 - 1992年         | 代理公使     |                      |
|                                                                                      | モハンマド・アーセフ・ハサニー           | 1992年 - 1993年         | 代理公使     |                      |
|                                                                                      | モハンマド・サイカル                     | 1993年 - 1994年         | 代理公使     |                      |
|                                                                                      | ドゥーラト・ハーン・アフマドザイ         | 1994年                  | 代理公使     |                      |
|                                                                                      | アミール・モハンマド・モハッバト         | 1994年 - 1996年         | 代理公使     |                      |
|                                                                                      | ラフマテッラー・アミール                 | 1996年 - 1997年         | 代理公使     |                      |
| ※1997～2002年は、アフガニスタンから日本への駐箚なし                                  |                                          |                         |              |                      |
|                                                                                      | モハンマド・ヌール・アクバリー           | 2002年 - 2004年         | 臨時代理大使 |                      |
| 10                                                                                   | ハルン・アミン                           | 2004年 - 2009年         | 特命全権大使 | 信任状捧呈は4月30日  |
| 11                                                                                   | エクリル・アハマドゥ・ハキミ             | 2009年 - 2010年         | 特命全権大使 | 信任状捧呈は6月19日  |
|                                                                                      | バシール・モハバット                     | 2010年 - 2011年         | 臨時代理大使 |                      |
| 12                                                                                   | セイエド・ムハンマド・アミーン・ファテミ | 2010年 - 2017年         | 特命全権大使 | 信任状捧呈は12月27日 |
|                                                                                      | バシール・モハバット                     | 2017年 - 2017年         | 臨時代理大使 |                      |
| 13                                                                                   | バシール・モハバット                     | 2017年 - 2021年         | 特命全権大使 | 信任状捧呈は7月19日  |
|                                                                                      | ナジブラ・サフィ                         | 2021年                  | 臨時代理大使 |                      |
| 14                                                                                   | シャイダ・モハマド・アブダリ             | 2021年 -                | 特命全権大使 | 信任状捧呈は5月27日  |